# Bartolomeo Schedoni

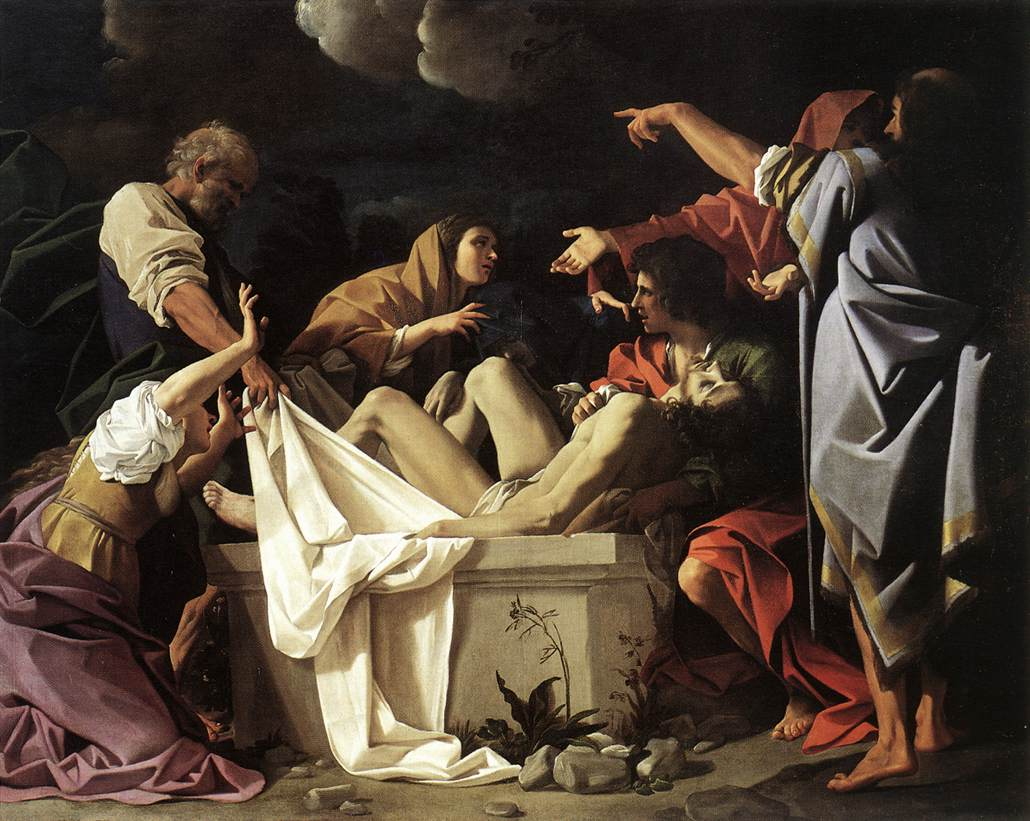
Deposición, Galería Nacional de Parma.

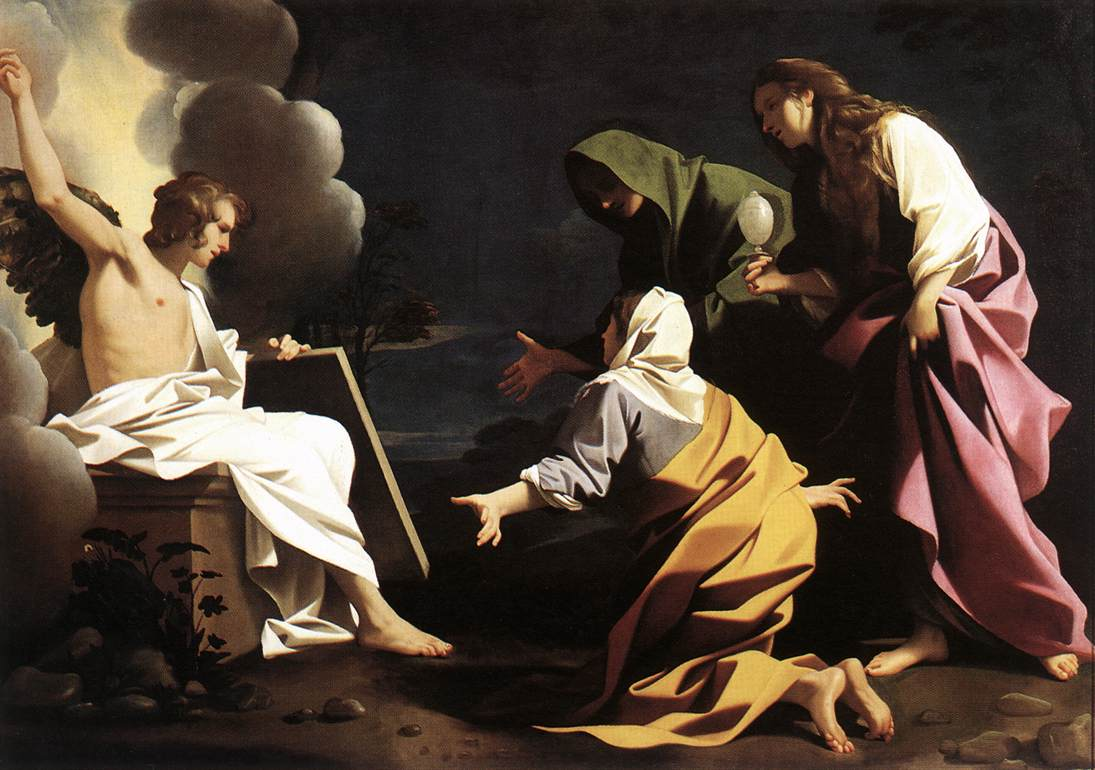
Las dos Marías en la tumba, Galería Nacional de Parma.

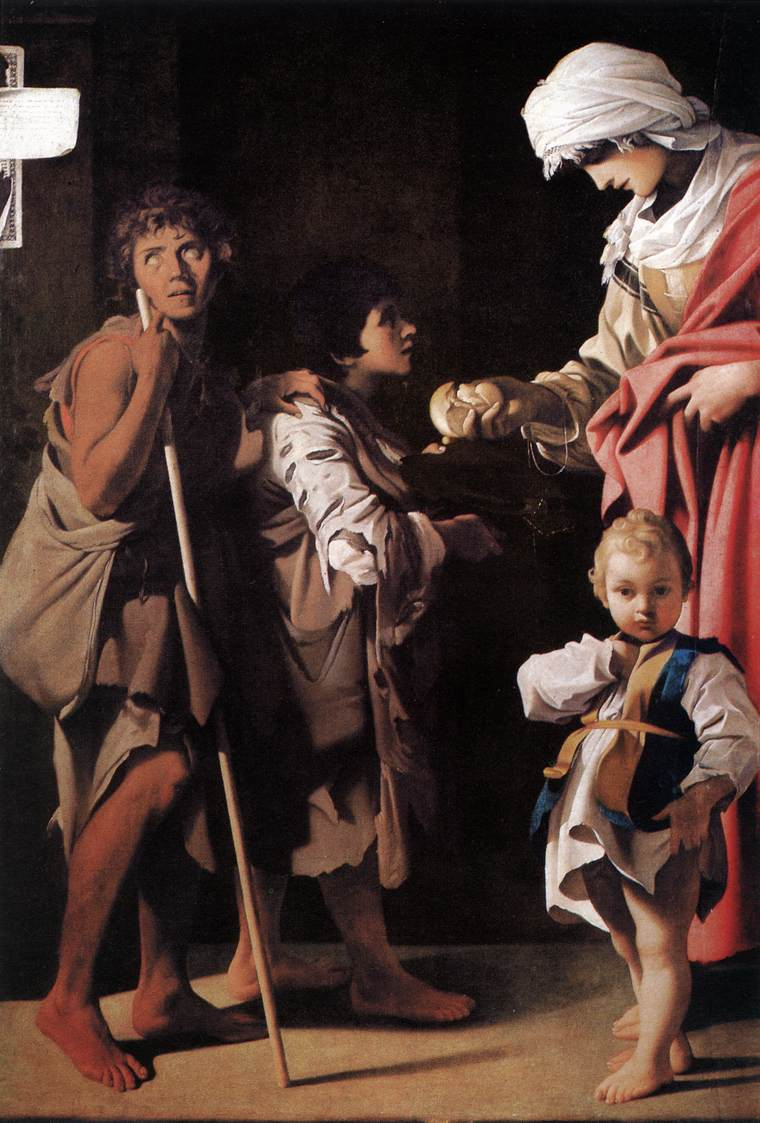
Caridad.

Bartolomeo Schedoni (Formigine, 1578 - Parma, 23 de diciembre de 1615), pintor italiano activo durante el primer Barroco.

## Biografía
Nacido en Formigine, población cercana a Módena, era el hijo de Giulio Schedoni, un fabricante de máscaras que servía en las cortes de los Este y los Farnesio en Parma. En 1598, padre e hijo residen en esta última capital, ambos al servicio de Ranuccio I, duque de Parma. Enviado por éste a Roma (1598), Bartolomeo ingresó como aprendiz en el taller de Federico Zuccaro. Sin embargo, una enfermedad le obligó a volver pronto a Parma.
Sus primeros trabajos no revelan ningún tipo de influencia de su estancia romana. Malvasia afirma que Schedoni había sido alumno de Annibale Carracci en Bolonia, pero no parece un dato excesivamente fiable, ya que Carracci había partido para Roma ya en 1595. A la vista de sus obras primerizas, se observa una cercanía a la obra de Correggio en Parma y, en menor medida, de Parmigianino, Girolamo Mazzola Bedoli y Michelangelo Anselmi. Lo que sí es seguro es que en su juventud frecuentó el estudio del flamenco Giovanni Sons.
Su estilo se enriqueció posteriormente con el conocimiento de la pintura de Niccolò dell'Abbate en Modena, así como la de Dosso Dossi o Scarsellino en Ferrara. Con el tiempo estas influencias se atemperarían con la incorporación de las innovaciones de los Carracci.
Schedoni tuvo que abandonar Parma, después de un breve período en prisión a causa de su conducta desordenada. Marchó a Modena, donde entró al servicio del duque César de Este. Sin embargo, en 1607 volvía a estar de nuevo en Parma a las órdenes de Ranuccio Farnesio.
Bartolomeo Schedoni fue un artista notable, que consiguió imprimir en sus obras un estilo muy personal. Suelen constar de pocas figuras, que normalmente llenan la composición. Su luz dorada y la naturalidad y ternura de los gestos le confieren un encanto especial. Schedoni consigue aunar la fuerza del tenebrismo con la delicadeza y poesía de la escuela emiliana.

## Obras destacadas
- Frescos del Oratorio di San Carlo Borromeo (c. 1610, Fontanellato)
  - Sagrada Familia con San Juanito y San Francisco y Santa Clara
- Martirio de los santos Plácido, Flavia, Eutrebio y Victorino (prefectura, Massa Carrara), copia de un original del Correggio.
- Sagrada Familia (1610-12, Museo del Louvre, París)
- Paisaje con amorcillo (c. 1610, Museo del Hermitage, San Petersburgo)
- La Esperanza (c. 1610, Musée Ingres, Montauban)
- Sagrada Familia con San Juanito (c. 1610, Ashmolean Museum, Oxford)
- Deposición (c. 1610, Museo del Louvre, París)
- Ultima Cena (1610-11, Galería Nacional de Parma)
- Anuncio de la Matanza de los Inocentes (c. 1610, Museo di Capodimonte, Nápoles)
- Caridad (1611, Museo di Capodimonte, Nápoles)
- Deposición (1613, Galería Nacional de Parma)
- Las dos Marías en la tumba (1613, Galería Nacional de Parma)
- Limosna de Santa Isabel (1613, Palazzo Reale, Nápoles)
- Sagrada Familia (1613-15, National Gallery, Londres)
- San Sebastián cuidado por las santas mujeres (1615, Museo di Capodimonte, Nápoles), inacabado a la muerte del pintor.